# Вирус браздавости стабла јабуке
Вирус браздавости стабла јабуке се, осим на јабуци, може јавити и на другим дрвенастим биљкама из породице Rosaceae.

## Распрострањеност
- Африка - Египат, Мароко, Јужноафричка Република.
- Америка: Бразил, Канада, САД.
- Азија: Кина, Индија, Израел, Северна Кореја.
- Европа: Аустрија, Белгија, Србија, Босна и Херцеговина, Мађарска, Француска, Румунија, Хрватска.
- Аустралија: Нови Зеланд, Аустралија.

## Физичке и хемијске карактеристике, грађа вируса
Има кончасте честице дужине око 620 nm, а ширине 12 nm. Геном је једноделни ss(+)RNK, која чини око 5% масе честице. Протеински омотач је сачињен од једног полипептида. 

## Круг домаћина
Поред јабуке, виурс се јавља и на другим дрвенастим биљкама као што су крушка, јапанска крушка, биљка киви и у појединим украсним биљкама.

## Патогенеза
Преноси се калемљењем, не преноси се путем вектора. Експериментално је пренет семеном корова пепељуге (Chenopodium album). 

## Симптоматологија и економски значај
Прво је описана на јабуци сорте Virginia Crab, на којој проузрокује браздавост стабла, формирање мрких линија на стаблу и неправилно срастање подлоге и племке. На другим генотиповима јабуке често изостаје испољавање симптома. У случају калемљења заражене племке на подлогу Malus sieboldii или Malus sieboldii var. arborescens вирус проузрокује симптоме у круни јабуке (увијање листова, набораност и некрозе листова), при чему је тај симптом назван "apple top working disease". Такође проузрокује неправилно срастање калемљеног пупољка код цитруса, натеклост плодова мандарина, може смањити род Златног делишеса за 30%, а заражена стабла су нижа и мањег пречника круне од здравих. 

## Мере сузбијања
Пошто се преноси путем калемљења, основа успешне заштите је коришћење здравствено контролисаног садног материјала. EPPO сертификационе шеме за јабуку и крушку налажу тестирање садног материјала и за овај вирус - тестове инокулације на зељастим и дрвенастим индикатор биљкама, серолошке и молекуларне технике. Вирус се успешно може елиминисати из калем гранчица јабуке путем термотерапије, држањем на 30°C током 36 дана. Вирус се може елиминисати и путем хемотерапије, комбинацијом кверцетина и рибавирина.